# تپه کرکو
تپه کرکو مربوط به دوره اشکانیان - دوره ساسانیان است و در شمال شرقی شهرستان زابل و در بخش مرکزی شهرستان هیرمند واقع شده و این اثر در تاریخ ۱ اردیبهشت ۱۳۴۵ با شمارهٔ ثبت ۵۳۵ به‌عنوان یکی از آثار ملی ایران به ثبت رسیده است.